# Karangrowo (Jakenan)
Karangrowo is een bestuurslaag in het regentschap Pati van de provincie Midden-Java, Indonesië. Karangrowo telt 922 inwoners (volkstelling 2010).